# Dreizinkenspitze
Dreizinkenspitze är ett berg i Österrike.   Det ligger i distriktet Innsbruck-Land och förbundslandet Tyrolen, i den västra delen av landet, 400 km väster om huvudstaden Wien. Toppen på Dreizinkenspitze är 2 620 meter över havet, eller 146 meter över den omgivande terrängen. Bredden vid basen är 1,2 km.
Terrängen runt Dreizinkenspitze är huvudsakligen bergig. Runt Dreizinkenspitze är det ganska tätbefolkat, med 58 invånare per kvadratkilometer.. Närmaste större samhälle är Innsbruck, 16,4 km sydväst om Dreizinkenspitze. 
Trakten runt Dreizinkenspitze består i huvudsak av gräsmarker.